# Rekordy nagród Grammy
Rekordy nagród Grammy ustanawiane były przez różnych artystów na przestrzeni lat. Poniżej nie zostały uwzględnione nagrody specjalne, takie jak na przykład Lifetime Achievement Award. Jednak do listy włączone zostały osoby związane z produkcją oraz oprawą techniczną.

## Nagrody

### Najwięcej nagród w historii
Rekord dla największej liczby nagród Grammy w historii utrzymuje Beyoncé Knowles, amerykańska piosenkarka, aktorka, autorka piosenek. Zdobyła ona 32 statuetki.
| Miejsce | 1.              | 2.              | 3.           | 4.                         | 5.            | 6.                                              | 7.                | 8.             | 9.          | 10.                                                       |
| ------- | --------------- | --------------- | ------------ | -------------------------- | ------------- | ----------------------------------------------- | ----------------- | -------------- | ----------- | --------------------------------------------------------- |
| Artysta | Beyoncé Knowles | Sir Georg Solti | Quincy Jones | Alison Krauss, Chick Corea | Pierre Boulez | Vladimir Horowitz, Stevie Wonder, John Williams | Kanye West, Jay-Z | U2, Vince Gill | David Frost | Henry Mancini, Bruce Springsteen, Pat Metheny, Al Schmitt |
| Nagród  | 32              | 31              | 28           | 27                         | 26            | 25                                              | 24                | 22             | 21          | 20                                                        |

### Najwięcej nagród zdobytych przez artystę
Najwięcej nagród Grammy wśród mężczyzn, 31, zdobył Georg Solti.
| Miejsce | 1.          | 2.           | 3.            | 4.          | 5.                                              | 6.                | 7.          | 8.                                                        |
| ------- | ----------- | ------------ | ------------- | ----------- | ----------------------------------------------- | ----------------- | ----------- | --------------------------------------------------------- |
| Artysta | Georg Solti | Quincy Jones | Pierre Boulez | Chick Corea | Vladimir Horowitz, Stevie Wonder, John Williams | Kanye West, Jay-Z | Vince Gill, | Henry Mancini, Bruce Springsteen, Pat Metheny, Al Schmitt |
| Nagród  | 31          | 28           | 27            | 26          | 25                                              | 24                | 21          | 20                                                        |

### Najwięcej nagród zdobytych przez artystkę
Beyoncé Knowles zdobyła 32 nagrody Grammy, najwięcej ze wszystkich wokalistek.
| Miejsce  | 1.              | 2.            | 3.              | 4.     | 5.                       | 6.                           | 7.                                                                       | 8. | 9.                             | 10.                      |
| -------- | --------------- | ------------- | --------------- | ------ | ------------------------ | ---------------------------- | ------------------------------------------------------------------------ | -- | ------------------------------ | ------------------------ |
| Artystka | Beyoncé Knowles | Alison Krauss | Aretha Franklin | Adele, | Alicia Keys, CeCe Winans | Judith Sherman, Taylor Swift | Leontyne Price, Ella Fitzgerald, Emmylou Harris, Lady Gaga, Bonnie Raitt |    | Shirley Caesar, Linda Ronstadt | Chaka Khan, Dolly Parton |
| Nagród   | 32              | 27            | 18              | 16     | 15                       | 14                           | 13                                                                       | 12 | 11                             | 10                       |

### Najwięcej nagród zdobytych przez grupę muzyczną
Najwięcej nagród dla zespołu, 22, zdobył U2.
| Miejsce | 1. | 2.           | 3.            | 4.         | 5.                | 6.                     | 7.                                                                                              | 8. |
| ------- | -- | ------------ | ------------- | ---------- | ----------------- | ---------------------- | ----------------------------------------------------------------------------------------------- | --- |
| Artysta | U2 | Foo Fighters | Union Station | The Chicks | Pat Metheny Group | Emerson String Quartet | The Manhattan Transfer, Santana, The Blackwood Brothers, Take 6, Asleep At The Wheel, Metallica | The Beatles, Coldplay, Simon & Garfunkel, Ricky Skaggs and Kentucky Thunder, Los Tigres del Norte, Lady A |
| Nagród  | 22 | 15           | 14            | 12         | 10                | 9                      | 8                                                                                               | 7 |

### Najwięcej nagród zdobytych przez producenta
Quincy Jones zdobył 28 nagród, ustanawiając rekord dla największej liczby statuetek dla producenta.
| Miejsce   | 1.           | 2.         | 3.          | 4.                            | 5.             | 6.          | 7.                                                              |
| --------- | ------------ | ---------- | ----------- | ----------------------------- | -------------- | ----------- | --------------------------------------------------------------- |
| Producent | Quincy Jones | Kanye West | David Frost | David Foster, James Mallinson | Steven Epstein | Phil Ramone | T Bone Burnett, Pharrell Williams, Robert Woods, Jay David Saks |
| Nagród    | 28           | 24         | 21          | 16                            | 15             | 14          | 13                                                              |

### Najwięcej nagród zdobytych przez inżyniera lub miksera dźwięku
Al Schmitt zdobył 20 nagród Grammy, najwięcej ze wszystkich inżynierów i mikserów dźwięku.

### Najmłodsi zwycięzcy
LeAnn Rimes jest najmłodszą zwyciężczynią Grammy – w momencie otrzymania statuetki miała 14 lat. Poza tym była pierwszą artystką country w historii, która wygrała w kategorii najlepszy nowy artysta.
| Miejsce | 1.          | 2.          | 3.            | 4.                 | 5.              | 6.            | 7.         | 8.      | 9.           |
| ------- | ----------- | ----------- | ------------- | ------------------ | --------------- | ------------- | ---------- | ------- | ------------ |
| Artysta | LeAnn Rimes | Luis Miguel | Billie Eilish | Christina Aguilera | Beyoncé Knowles | Alison Krauss | Joss Stone | Rihanna | Taylor Swift |
| Wiek    | 14          | 14          | 18            | 19                 | 19              | 19            | 19         | 19      | 20           |

### Najstarsi zwycięzcy
Pinetop Perkins jest najstarszą osobą, która zdobyła Grammy, otrzymując ją w 2011 roku, kiedy miał 97 lat.

### Najczęściej nagradzane albumy
Supernatural Santany oraz How to Dismantle an Atomic Bomb U2 wygrały po dziewięć nagród, ustanawiając rekordy dla najczęściej honorowanych albumów. Supernatural zdobył dziewięć statuetek w 2000 roku, natomiast How To Dismantle an Atomic Bomb otrzymał trzy trofea w 2005 roku oraz kolejne sześć w 2006 roku.
| Miejsce         | 1.                                                           | 2.                                                             | 3. | 4. |
| --------------- | ------------------------------------------------------------ | -------------------------------------------------------------- | --- | --- |
| Album i artysta | How to Dismantle an Atomic Bomb – U2, Supernatural – Santana | Genius Loves Company – Ray Charles, Thriller – Michael Jackson | Back on the Block – Quincy Jones, Come Away with Me – Norah Jones, All That You Can’t Leave Behind – U2, 21 (album Adele) - Adele, 24K Magic - Bruno Mars | The Return of Roger Miller — Roger Miller, Bridge Over Troubled Water – Simon & Garfunkel, Toto IV- Toto, Unforgettable... with Love — Natalie Cole, Raising Sand – Robert Plant & Alison Krauss, The Blueprint 3 — Jay-Z, To Pimp a Butterfly — Kendrick Lamar |
| Nagród          | 9                                                            | 8                                                              | 7 | 6 |

### Najwięcej nagród dla albumu roku
Kilku artystów zdobyło rekordową sumę nagród dla albumów roku – 3.
| Rok przyznania 3. nagrody | 1967          | 1977          | 1987       | 1997         | 2005        | 2006          | 2021         |
| ------------------------- | ------------- | ------------- | ---------- | ------------ | ----------- | ------------- | ------------ |
| Artysta/Producent         | Frank Sinatra | Stevie Wonder | Paul Simon | David Foster | Phil Ramone | Daniel Lanois | Taylor Swift |

### Najwięcej nagród dla kolejnych albumów artysty
Pat Metheny i Pat Metheny Group wygrali w sumie 17 nagród, w tym siedem statuetek dla siedmiu kolejnych albumów.

### Najwięcej kolejnych nagród w tej samej kategorii
Jimmy Sturr wygrał w sumie 18 nagród Grammy, wszystkie w tej samej kategorii, Best Polka Album. Czterokrotnie były to nieprzerwane lata (1987–1992, 1996−1999, 2001–2004, 2006–2009). W sumie Sturr zdobył 18 z 24 statuetek wręczonych w tej kategorii.

### Najwięcej wygranych w kategorii Best Male Rock Vocal Performance
Lenny Kravitz wygrał Grammy dla Best Male Rock Vocal Performance cztery razy z rzędu (1999, 2000, 2001, 2002), ustnawiając rekord w tej kategorii.

### Najwięcej wygranych w kategorii Best Female R&B Vocal Performance
Aretha Franklin wygrała jedenaście statuetek w kategorii Best Female R&B Vocal Performance, z czego osiem rok po roku.

## Pojedyncze ceremonie

### Najwięcej nagród Grammy zdobytych jednej nocy
Rekord dla największej liczby nagród Grammy zdobytych jednej nocy należy do Michaela Jacksona (1984) oraz Santany (2000).
| Miejsce | 1.                                     | 2.                                                                                                |
| ------- | -------------------------------------- | ------------------------------------------------------------------------------------------------- |
| Artysta | Michael Jackson (1984), Santana (2000) | Quincy Jones (1991), Eric Clapton (1993), Beyoncé Knowles (2010), Adele (2012), Bruno Mars (2018) |
| Nagród  | 8                                      | 6                                                                                                 |

### Najwięcej nagród Grammy zdobytych jednej nocy przez artystę
Najwięcej nagród Grammy podczas jednej ceremonii, 8, zdobył Michael Jackson w 1984 roku.
| Miejsce | 1.                     | 2.                                                          |
| ------- | ---------------------- | ----------------------------------------------------------- |
| Artysta | Michael Jackson (1984) | Quincy Jones (1991), Eric Clapton (1993), Bruno Mars (2018) |
| Nagród  | 8                      | 6                                                           |

### Najwięcej nagród Grammy zdobytych jednej nocy przez artystkę
Najwięcej nagród Grammy podczas jednej ceremonii, 6, zdobyły Beyoncé Knowles w 2010 roku oraz Adele w 2012 roku. Wcześniejszy rekord, 5 statuetek, również należał do m.in. Knowles.
| Miejsce | 1.                                   | 2. |
| ------- | ------------------------------------ | --- |
| Artysta | Beyoncé Knowles (2010), Adele (2012) | Lauryn Hill (1999), Alicia Keys (2002), Norah Jones (2003), Beyoncé Knowles (2004), Adele (2017), Amy Winehouse (2008), Alison Krauss (2009), Billie Eilish (2020) |
| Nagród  | 6                                    | 5 |

### Najwięcej nagród Grammy zdobytych jednej nocy przez grupę
W 2000 roku Santana zdobył osiem nagród, ustanawiając nowy rekord i wyrównując wynik Michaela Jacksona dla największej liczby Grammy otrzymanych podczas jednej gali.
| Miejsce | 1.             | 2.                                                                          |
| ------- | -------------- | --------------------------------------------------------------------------- |
| Artysta | Santana (2000) | U2 (2006), Dixie Chicks (2007), Lady Antebellum (2011), Foo Fighters (2012) |
| Nagród  | 8              | 5                                                                           |

### Najwięcej nagród Grammy zdobytych jednej nocy przez producenta
W 2007 roku Rick Rubin wygrał pięć nagród Grammy, ustanawiając nowy rekord. Wśród kategorii, w których zwyciężył były: nagranie roku, album roku i najlepszy album country za płytę Dixie Chicks, a także rockowy album roku za Red Hot Chili Peppers oraz wyróżnienie dla producenta roku.

### Artyści, którzy podczas jednej ceremonii wygrali wszystkie nagrody z obszaru generalnego
Christopher Cross (1981), Adele (2012) oraz Billie Eilish (2020) są jedynymi artystami w historii, którzy jednej nocy zdobyli nagrody w czterech najważniejszych kategoriach, zwanych obszarem ogólnym: Record of the Year („Sailing”), Album of the Year („Christopher Cross”), Song of the Year („Sailing”) oraz Best New Artist Żadnym innym artystom nie udało się wygrać we wszystkich czterech nagród, nawet w przeciągu kilku kolejnych lat.

### Najwięcej nagród wygranych przez jeden album tej samej nocy
W 2000 roku Supernatural Santany zdobył dziewięć nagród, ustanawiając nowy rekord.

### Najwięcej pośmiertnych nagród zdobytych jednej nocy
W 2005 roku Ray Charles otrzymał pośmiertnie pięć nagród Grammy, ustanawiając nowy rekord. Jego płyta Genius Loves Company zdobyła m.in. wyróżnienie dla albumu roku.

## Nominacje

### Najwięcej nominacji
Quincy Jones otrzymał najwięcej nominacji do nagród Grammy – 79.
| Miejsce   | 1.           | 2.          | 3.            | 4.          | 5.                  | 6.                  | 7.               | 8.            | 9.                      |
| --------- | ------------ | ----------- | ------------- | ----------- | ------------------- | ------------------- | ---------------- | ------------- | ----------------------- |
| Artysta   | Quincy Jones | Georg Solti | John Williams | Chick Corea | Jay-Z, Dolly Parton | Beyoncé, Kanye West | Barbra Streisand | Alison Krauss | Aretha Franklin, Eminem |
| Nominacji | 79           | 74          | 59            | 56          | 45                  | 44                  | 41               | 39            | 38                      |

### Najwięcej nominacji na jednej gali
W 1984 roku Michael Jackson otrzymał 12 nominacji do Grammy, ustanawiając nowy rekord.
| Miejsce   | 1.                     | 2.                                                                           |
| --------- | ---------------------- | ---------------------------------------------------------------------------- |
| Artysta   | Michael Jackson (1984) | Lauryn Hill (1999), Kanye West (2005), Beyoncé Knowles (2010), Eminem (2011) |
| Nominacji | 12                     | 10                                                                           |

### Najwięcej nominacji bez żadnej wygranej
Brian McKnight nominowany był do Grammy 16 razy, jednak nigdy nie wygrał statuetki.
| Miejsce   | 1.             | 2.           | 3.                          | 4.    | 5.                     | 6.                                                            | 7.                                                       | 8.         | 9.                                                                              |
| --------- | -------------- | ------------ | --------------------------- | ----- | ---------------------- | ------------------------------------------------------------- | -------------------------------------------------------- | ---------- | ------------------------------------------------------------------------------- |
| Artysta   | Brian McKnight | Joe Satriani | Martina McBride, Snoop Dogg | Björk | Diana Ross, Spyro Gyra | Busta Rhymes, Connie Smith, Musiq Soulchild, Vanessa Williams | Me’shell Ndegeocello, Megadeth, Alan Parsons Nicki Minaj | Nas, Drake | Alice in Chains, Tori Amos, Avril Lavigne, Katy Perry, *NSYNC, Jazmine Sullivan |
| Nominacji | 16             | 15           | 14                          | 13    | 12                     | 11                                                            | 10                                                       | 9          | 8                                                                               |

### Najwięcej nominacji jednej nocy bez żadnej wygranej
India.Arie otrzymała w 2002 roku siedem nominacji do Grammy, jednak nie wygrała w żadnej kategorii.
| Miejsce   | 1.                | 2.                                                     | 3. |
| --------- | ----------------- | ------------------------------------------------------ | --- |
| Artysta   | India.Arie (2002) | Mariah Carey (1996), 50 Cent (2006), Bruno Mars (2012) | Joan Osborne (1996), Avril Lavigne (2003), 50 Cent (2004), Alicia Keys (2006), Gwen Stefani (2006), James Blunt (2007), B.o.B (2011), Lil Wayne (2012), Ariana Grande (2020) |
| Nominacji | 7                 | 6                                                      | 5 |

### Nominacje w największej liczbie kategorii
Béla Fleck nominowany był w większej liczbie kategorii niż jakikolwiek inny artysta, a wśród dziedzin były m.in.: country, pop, jazz, muzyka poważna, folk, kompozycja i aranżacja.

### Najmłodsi nominowani
Deleon Richards była najmłodszą osobą nominowaną do nagrody Grammy w historii. W momencie uzyskania nominacji miała 9 lat.
| Miejsce | 1.              | 2.         | 3.              | 4.           | 5.          | 6.          | 7.            | 8.            | 9.            | 10.            |
| ------- | --------------- | ---------- | --------------- | ------------ | ----------- | ----------- | ------------- | ------------- | ------------- | -------------- |
| Artysta | Deleon Richards | Zac Hanson | Michael Jackson | Billy Gilman | LeAnn Rimes | Luis Miguel | Taylor Hanson | Justin Bieber | Avril Lavigne | Britney Spears |
| Wiek    | 9               | 12         | 12              | 12           | 14          | 14          | 14            | 16            | 17            | 18             |